# Susanne Möbuß
Susanne Möbuß (Hannover, 10 gennaio 1963) è una filosofa tedesca.

## Biografia
Susanne Möbuß ha studiato filosofia e storia all'Università di Hannover, dove ha conseguito il dottorato nel 1990 e, nel '96, l'abilitazione all'insegnamento universitario. Dal 1996 ha lavorato come assistente di ricerca presso l'Università Carl von Ossietzky di Oldenburg. Dal 2001 è professore aggiunto.
Gli interessi di ricerca di Susanne Möbuß comprendono la storia della filosofia, in particolare la filosofia ebraica medievale e rinascimentale, la filosofia francese contemporanea e la filosofia esistenzialista. Ha lavorato a lungo su Plotino, Marguerite Porete, Levi ben Gershon e Martin Heidegger.

## Pubblicazioni (selezione)

### Monografie
- Gelingendes Sein. Existenzphilosophie im 21. Jahrhundert. Schwabe, Basel 2023, ISBN 978-3-7965-4831-4.
- Ethik der Existenz. Das Neue Denken bei Rosenzweig, Heidegger, Lévinas und Nancy. Schwabe, Basel 2022, ISBN 978-3-7965-4594-8.
- Neue Überlegungen zur Existenzphilosophie. Anschlüsse an Barth, Jaspers und Heidegger. Schwabe, Basel 2021, ISBN 978-3-7965-4334-0.
- Spuren. Martin Heideggers Denkweg der späteren Jahre. Karl Alber, Freiburg im Breisgau/München 2020, ISBN 978-3-495-49093-8.
- Sternschatten. Martin Heideggers Adaption der Philosophie Franz Rosenzweigs. Karl Alber, Freiburg im Breisgau/München 2018, ISBN 978-3-495-48986-4.
- Existenzphilosophie. Band 2: Das 20. Jahrhundert. Karl Alber, Freiburg im Breisgau/München 2015, ISBN 978-3-495-48720-4.
- Existenzphilosophie. Band 1: Von Augustinus bis Nietzsche. Karl Alber, Freiburg im Breisgau/München 2015, ISBN 978-3-495-48719-8 (2. Auflage 2018).
- Sartre. Herder, Freiburg im Breisgau/Basel/Wien 2000, ISBN 3-451-04880-9 (Neuausgabe 2004).
- Plotin zur Einführung. Junius, Hamburg 2000, ISBN 3-88506-315-8 (Neuausgabe 2005).
- Schopenhauer für Anfänger. Die Welt als Wille und Vorstellung. Eine Lese-Einführung. dtv, München 1998, ISBN 3-423-30672-6 (italienische Übersetzung 1999; Hörbuch 2007).
- Die Intellektlehre des Levi ben Gerson in ihrer Beziehung zur christlichen Scholastik (= Europäische Hochschulschriften. Reihe 20: Philosophie. Band 353). Peter Lang, Frankfurt am Main u. a. 1991, ISBN 3-631-44011-1.

### Voci di enciclopedie
- 1 Beitrag in Ursula Meyer, Heidemarie Bennent-Vahle (Hrsg.): Philosophinnen-Lexikon. Ergänzungsband Reclam, Leipzig 1997, ISBN 3-928089-05-6 (Marguerite Poréte)
- 3 Beiträge in Andreas Kilcher, Otfried Fraisse (Hrsg.): Metzler Lexikon jüdischer Philosophen. Philosophisches Denken des Judentums von der Antike bis zur Gegenwart. Metzler, Stuttgart 2003, ISBN 3-476-01707-9 (Philon von Alexandrien; Isaak Albalag; Elijah ben Moshe Abba Delmedigo)

### Contributi ad antologie
- Zur Geschichte des existentiellen Denkens. In: Alexander Max Bauer und Nils Baratella (Hrsg.): Oldenburger Jahrbuch für Philosophie 2019/2020. BIS-Verlag, Oldenburg 2021, ISBN 978-3-8142-2391-9, S. 125–144 (online).
- Plotin. Ein von der Neuzeit zu beerbendes Modell antiker Philosophie? In: Wolfgang Erich Müller (Hrsg.): Hans Jonas. Von der Gnosisforschung zur Verantwortungsethik (= Judentum und Christentum. Band 10). Kohlhammer, Stuttgart 2003, ISBN 3-17-017178-X, S. 47–61.
- Damit er vielsichtig werde. Die Entwicklung des Selbstbewußtseins in der Renaissance. In: Asa Schillinger-Kind: Die Affirmation des Unvermeidlichen in Widerstand und Würde (= Europäische Hochschulschriften. Reihe 30: Philosophie. Band 566). Peter Lang, Frankfurt am Main u. a. 1998, ISBN 3-631-49948-5.

### Articoli in riviste specializzate
- Susanne Möbuß: Der Individualitätsbegriff der Mechthild von Magdeburg. In: △. Band 24, 1996, ISSN 0544-4128, S. 605–611.
- Susanne Möbuß: Der Begriff der scientia bei Levi ben Gerson. In: Miscellanea Mediavalia. Band 22, 1994, ISSN 0544-4128, S. 653–666.